# Episodi di Lux Video Theatre (prima stagione)
La prima stagione della serie televisiva Lux Video Theatre è andata in onda negli Stati Uniti dal 2 ottobre 1950 al 25 giugno 1951 sulla CBS.
| nº | Titolo originale              | Prima TV USA     |
| -- | ----------------------------- | ---------------- |
| 1  | Saturday's Children           | 2 ottobre 1950   |
| 2  | Rosalind                      | 9 ottobre 1950   |
| 3  | Shadow on the Heart           | 16 ottobre 1950  |
| 4  | The Valiant                   | 23 ottobre 1950  |
| 5  | Mine to Have                  | 30 ottobre 1950  |
| 6  | That Wonderful Night          | 6 novembre 1950  |
| 7  | Gallant Lady                  | 13 novembre 1950 |
| 8  | Goodnight, Please             | 20 novembre 1950 |
| 9  | The Token                     | 27 novembre 1950 |
| 10 | To Thine Own Self             | 4 dicembre 1950  |
| 11 | The Lovely Menace             | 11 dicembre 1950 |
| 12 | Down Bayou DuBac              | 18 dicembre 1950 |
| 13 | A Child Is Born               | 25 dicembre 1950 |
| 14 | A Well-Remembered Voice       | 1º gennaio 1951  |
| 15 | The Purple Doorknob           | 8 gennaio 1951   |
| 16 | Purple and Fine Linen         | 15 gennaio 1951  |
| 17 | Manhattan Pastorale           | 22 gennaio 1951  |
| 18 | The Shiny People              | 29 gennaio 1951  |
| 19 | The Choir Rehearsal           | 5 febbraio 1951  |
| 20 | Abe Lincoln in Illinois       | 12 febbraio 1951 |
| 21 | To the Lovely Margaret        | 19 febbraio 1951 |
| 22 | The Irish Drifter             | 26 febbraio 1951 |
| 23 | Not Guilty - Of Much          | 5 marzo 1951     |
| 24 | Long Distance                 | 12 marzo 1951    |
| 25 | No Shoes                      | 19 marzo 1951    |
| 26 | The Treasure Trove            | 26 marzo 1951    |
| 27 | The Old Lady Shows Her Medals | 2 aprile 1951    |
| 28 | Column Item                   | 9 aprile 1951    |
| 29 | Heritage of Wimpole Street    | 16 aprile 1951   |
| 30 | Hit and Run                   | 23 aprile 1951   |
| 31 | The Speech                    | 30 aprile 1951   |
| 32 | The Sire de Maletroit's Door  | 7 maggio 1951    |
| 33 | Local Storm                   | 14 maggio 1951   |
| 34 | Wild Geese                    | 21 maggio 1951   |
| 35 | Sweet Sorrow                  | 28 maggio 1951   |
| 36 | Consider the Lillies          | 4 giugno 1951    |
| 37 | Weather for Today             | 11 giugno 1951   |
| 38 | Inside Story                  | 18 giugno 1951   |
| 39 | The Promise                   | 25 giugno 1951   |

## Saturday's Children
- Diretto da:
- Scritto da:

### Trama
- Interpreti: Joan Caulfield (Bobby), John Ericson (Mike), Dean Harens (Rims), Eileen Heckart (Florie), Jay Jackson (se stesso - annunciatore), William Keighley (Intermission Guest), Una O'Connor (Mrs. Gorlick), Ralph Riggs (Mr. Halevy), Peter M. Thompson (Messenger)

## Rosalind
- Diretto da:
- Scritto da:

### Trama
- Interpreti: Jay Jackson (se stesso - annunciatore), Eddie Kramer (Messenger), Luise Rainer (Mrs. Page), Kate Tomlinson (Dame Quickly), David Wainwright (Charles Roche)

## Shadow on the Heart
- Diretto da:
- Scritto da:

### Trama
- Interpreti: Robert Allen (Skipper), Patsy de Souza (paziente), Ray Dunaven (Coastguardsman), Roy Fant (Gramps), Jay Jackson (se stesso - annunciatore), Mike Kellin (Tuttle), William Kemp (Steve), Sandy Kenyon (Coastguardsman), Richard King (Coastguardsman), Veronica Lake (Stormy Denton), Bob Lyons (Red Galligher), Walter Matthau (primo Coastguardsman), Dennis McCarthy (Coasthguardsman), James Reason (Coastguardsman), Reginald Roland Jr. (Coastguardsman), Virginia Tate (infermiera)

## The Valiant
- Diretto da:
- Scritto da:

### Trama
- Interpreti: Hy Anzell (Dan), Wendy Drew (The Girl), William Hellinger (prigioniero #1), Jay Jackson (se stesso - annunciatore), Edmund Morris (secondino), James Reason (prigioniero #2), Zachary Scott (James Dyke), Graham Velsey (padre Daly), Harold Vermilyea (Warden Holt)

## Mine to Have
- Diretto da:
- Scritto da:

### Trama
- Interpreti: Leonard Bonshock (Husband Number Three), Frank Dudley (Husband Number One), Andrew Duggan (Mahoney), Nina Foch (Flo), Janet Fox (Henrietta), John Jay Hall (ascensore Boy), Pat Horn (infermiera Number One), Rosalind Ivan (Mother), Jay Jackson (se stesso - annunciatore), Muriel Landers (Head Nurse), Walter Matthau (poliziotto Number One), Lillian McArdle (infermiera Number Two), Joseph McDermott (ascensore Boy), Eileen Page (Smitty), Philip Remer (Husband Number Two), Sam Schwartz (poliziotto Number Two), Maxine Stuart (Millie), Norma Winters (Addie)

## That Wonderful Night
- Diretto da:
- Scritto da:

### Trama
- Interpreti: Harry Davis (Sims), Lee Filips (cameriere / Playboy), Knox Fowler, Cliff Hall (Jameson), Jay Jackson (se stesso - annunciatore), Eddie Kramer (Western Union Boy), Glenn Langan (Arnold Imes), Angela Lansbury (Leslie), Ruth Lescher (Betsy Underhill), Olivia Macomber (Opera Singer), Tom McElhaney (Daniels), Catharine Metcalfe (LIttle Lady), Henrietta Moore (Hope Beauville), Terry O'Sullivan (annunciatore), David Rogers (Creep), Jean Sincere (Grace)

## Gallant Lady
- Diretto da:
- Scritto da:

### Trama
- Interpreti: Elizabeth Dillon (Miss Lee), Ruth Hussey (Linda Carson), Jay Jackson (se stesso - annunciatore), Fran Lee (Selma), Marguerite Lewis (Vicki Cartwright), Audra Lindley (Irene Stoddard), Helen Marcy (Marilyn Adams), Herbert Rudley (dottore Carson), John Seymour (dottor Phillips), Leon Shaw (Peter Adams), John Stephen (Paul Hewitt), Harry Townes (Ronny Martin)

## Goodnight, Please
- Diretto da:
- Scritto da:

### Trama
- Interpreti: Richard Abbott (Vice President #4), Claud Allister (Burton), Ruth Altman (Mrs. Dele Beque), Christopher Barbieri (Other Little Boy), Emily Barnes (Martha), Albert Bergh (Vice Presidente #3), Helen Donaldson (MIss French), Michael Enserro (the Glazier), Billy M. Greene (Mr. Buckridge), Douglas Gregory (Mr. McWinkle, primo Vice President), Jay Jackson (se stesso - annunciatore), Donald Keyes (Vice Presidente #2), Gene Lee (Tommy Whitehouse), Thomas F. Reynolds (Vice Presidente #5), Erik Rhodes (dottor Gardiner), Wells Richardson (Johnson), Jan Sherwood (Lucy Whitehouse), Franchot Tone (Meredith Whitehouse)

## The Token
- Diretto da:
- Scritto da:

### Trama
- Interpreti: William E. Becker (pompiere #4), Barry Cahill (pompiere #6), June Dayton (Annice), Frank Dudley (pompiere #10), Ray Dunaven (pompiere #3), Lee Filips (pompiere 2), James Greenway (pompiere #12), Ruth Hammond (Mother Calef), Dean Harens (Epes Calef), Wanda Hendrix (Sumatra), Jay Jackson (se stesso - annunciatore), Sandy Kenyon (pompiere #1), Dennis McCarthy (pompiere #5), Robert Morgan (John Nickerson), Clifford L. Owen (pompiere #11), Cliff Robertson (pompiere #8), Reginald Roland Jr. (pompiere #9), John Stark (pompiere #7), John Stephen (Ira Calef)

## To Thine Own Self
- Diretto da:
- Scritto da:

### Trama
- Interpreti: Little Arthur Jr. (Melvyn Douglas Double), Roy Baime (Ticket Agent), Katharine Bard (The Girl), Walter Burke (Benson), Royal Dano (sergente Finley), Melvyn Douglas (James Strickland), Jay Jackson (se stesso - annunciatore), Jimmy Sheridan (Sheridan)

## The Lovely Menace
- Diretto da:
- Scritto da:

### Trama
- Interpreti: Walter Abel (Joe Holmby), Arthur Benjamin (Husband Number Three), John Stuart Breiter (Husband Number Two), Pola Chaseman (persona alla festa), Elizabeth Dillon (Sarah Wayne), Dorothy Elder (Peggy Harding), Lester Freeman (persona alla festa), Stephen Harris (Tommy Overbrook), Pat Horn (persona alla festa), Jay Jackson (se stesso  - presentatore), Mercedes McCambridge (Marie), Mercer McLeod (Mr. Overbrook), Jean Sincere (Genevieve Packard), Sydney Smith (Tim Harding), Karen Stevens (Molly Grimes), Charles Summers (marito Number One), Audrey Swanson (persona alla festa), Virginia Tate (Maid), Thomas Tyrell (persona alla festa)

## Down Bayou DuBac
- Diretto da:
- Scritto da:

### Trama
- Interpreti: Marga Ann Deighton (Mrs. Brown), Charles Dingle (Mr. Wendell Deeves), Jay Jackson (se stesso - annunciatore), Hazel Johns (Mrs. Deeves), Donald Keyes (Minister), Diana Lynn (Ruth Deeves), Lon McCallister (Ed Brown), Tom McElhaney (Mr. Brown), Martin Newman (Beddo), Mabel Paige (Zia Lydia)

## A Child Is Born
- Diretto da:
- Scritto da:

### Trama
- Interpreti: Jacques Aubuchon (Prefect), Fay Bainter (Inkeeper's Wife), Anne Bancroft (Leah), William Becker (soldato Number One), Horace Braham (narratore), William Darrid (soldato), Lee Filips (soldato Number Three), Jay Jackson (se stesso - annunciatore), Gene Lockhart (locandiere), Robert Morgan (Dismas), Elizabeth Ross (Sarah), Lawrence Ryle (soldato Number Two), Alan Shayne (Joseph)

## A Well-Remembered Voice
- Diretto da:
- Scritto da:

### Trama
- Interpreti: Brian Aherne (Mr. Don), Robin Craven (maggiore Armitage), Denholm Elliott (Dick), Renee Gadd (Mrs. Don), Jay Jackson (se stesso - annunciatore), Karen Laporte (Laura), Oswald Marshall (Mr. Rogers)

## The Purple Doorknob
- Diretto da:
- Scritto da:

### Trama
- Interpreti: Josephine Hull (Mrs. Bartholomew), Jay Jackson (se stesso - annunciatore), Felicia Montealegre (Viola Cole), Virginia Sale (Mrs. Dunbar)

## Purple and Fine Linen
- Diretto da:
- Scritto da:

### Trama
- Interpreti: Claud Allister (Butler to Frampton), Malcolm Lee Beggs (Lord Malvern), John Blanchard (cameriere), Frank Boylan, Mary Brown, Joseph R. Colbert, Rex Everhart, Frances Green (Saleslady), Hughie Green (Bobby), Jay Jackson (se stesso - annunciatore), William Keighley (Intermission Guest), Adia Kuznetzoff (Igor), Oswald Marshall (Butler to Lord Malvern), Ilona Massey (Lady Malvern), Doris Patton, Elinor Randel (ragazza nell'incidente), Basil Rathbone (Frampton), Evelyn Wall

## Manhattan Pastorale
- Diretto da:
- Scritto da:

### Trama
- Interpreti: Robert Baker (poliziotto), Leo Bayard (tassista), Knox Fowler (reporter Number Two), Jay Jackson (se stesso - annunciatore), Mike Kellin (Two Times), Eddie Kramer (Newsboy), Francis Lederer (Charles), Oswald Marshall (vecchio), Walter Matthau (ispettore), Billy Sands (reporter Number One), Harold J. Stone (Clerk), Murvyn Vye (Tiny Tim), Teresa Wright (Emily)

## The Shiny People
- Diretto da:
- Scritto da:

### Trama
- Interpreti: Christopher Barbieri (Little Boy), William Becker (giovane uomo), Herschel Bentley (Gyles), Mary Carver (Baby Girl), Ann Cooper (Young Girl), Peter Cooper (giovane uomo), Robert Cummings (Wally), Jacqueline DeWitt (Phyllis), Ruth Hope (Mrs. Thompson), Jay Jackson (se stesso - annunciatore), William Keighley (se stesso - Guest), Karl Lukas (Bob), F. Ben Miller (Giant), J. Pat O'Malley (Alf), Doris Patton (Emily), Elinor Randel (Mary), Elsie Schultz (Midget Number Two), Charles Silvern (Midget Number Ohne), Art Smith (Pop), Walter Teschan (Middle Aged Man)

## The Choir Rehearsal
- Diretto da:
- Scritto da:

### Trama
- Interpreti: Parker Fennelly (William), Jay Jackson (se stesso - annunciatore), Robert Le Sueur (Enoch), Enid Markey (Abigail), Thomas Reaphy (Amos), Martha Scott (Esmerelda), Robert Sterling (Aalan)

## Abe Lincoln in Illinois
- Diretto da:
- Scritto da:

### Trama
- Interpreti: Leopold Badia (Jed), Leonard Bell (Phil), Owen Clifford (soldato), Edward F. Cullen (Ninian Edwards), Gene Davis (Robert Lincoln), Walter Davis (Sturveson), Charles Evans (dottor Barrick), Lee Filips (soldato), Joseph Foley (Billy Herndon), Dan Frazer (soldato), Bruce Gordon (Kavenaugh), Douglas Gregory (capitano militia), William Hellinger (soldato), Jay Jackson (se stesso - annunciatore), Muriel Kirkland (Mary), Raymond Massey (Abe Lincoln), Joseph McDermott (soldato), Carl Richter (soldato), Calvin Thomas (Josh Speed), Frank Tweddell (Crimmin)

## To the Lovely Margaret
- Diretto da:
- Scritto da:

### Trama
- Interpreti: Pat Gaye (Jackie), Skip Homeier (Kirk), Jay Jackson (se stesso - annunciatore), Anna Lee (Julia), Margaret O'Brien (Margaret), Ivan F. Simpson (professor Adams)

## The Irish Drifter
- Diretto da:
- Scritto da:

### Trama
- Interpreti: Walter F. Appler (Cop), Jay Jackson (se stesso - annunciatore), Dulcy Jordan (Melanie), William Keighley (se stesso - presentatore ospite), Paul Lipson (Krull), Jonathan Marlowe (Robbie Crosley), Robert Dale Martin (Larry), Pat O'Brien (Tim Larkin)

## Not Guilty - Of Much
- Diretto da:
- Scritto da:

### Trama
- Interpreti: Dane Clark (George), Bonita Granville (Kitty), William Hellinger (spettatore), Jay Jackson (se stesso - annunciatore), Maurice Manson (sergente), Tom McElhaney (prigioniero), Biff McGuire (ufficiale Miles), Neva Patterson (Thelma), Maxine Stuart (Marcia), Vaughn Taylor (conte Clerk), Roland Winters (giudice Hampton)

## Long Distance
- Diretto da:
- Scritto da:

### Trama
- Interpreti: Richard Abbott (Warden), Doris Belack (operatore Chicago), Floyd Buckley (Henderson), Helen Donaldson (Miss MIlton), Earl George (uomo a Depot), Miriam Hopkins (Bertha Jacks), Jay Jackson (se stesso - annunciatore), Lila Lee (Mrs. McLean), Henrietta Moore (operatore info), Rosemary Murphy (Oakland Operator), Eleanor Wright (operatore New York)

## No Shoes
- Diretto da:
- Scritto da:

### Trama
- Interpreti: Mary Cahoon (infermiera), Jack Carson (Garrison), Brenda Forbes (infermiera), Janet Fox (Mrs. Spragel), Ernest Graves (John Norman), Jay Jackson (se stesso - annunciatore), Tom McElhaney (Olson), Bill Romaine (dottore), Charlene Harris Victor (infermiera)

## The Treasure Trove
- Diretto da:
- Scritto da:

### Trama
- Interpreti: Barbara Britton (Hilda), Bruce Cabot (Tony), Susan Delmar (Hannah), Dick Foran (Bob), Halliwell Hobbes (Justin), Jay Jackson (se stesso - annunciatore), Vera Millish (Brenda)

## The Old Lady Shows Her Medals
- Diretto da:
- Scritto da:

### Trama
- Interpreti: Rosalind Ivan (Mrs. Mickleham), Jay Jackson (se stesso - annunciatore), Stuart MacIntosh (Mr. Willings), Phoebe Mackay (Mrs. Haggerty), Robert Preston (Dowey), Maida Reade (Mrs. Twymley), Evelyn Wall (donna in Street), Margaret Wycherly (Mrs. Dowey)

## Column Item
- Diretto da:
- Scritto da:

### Trama
- Interpreti: Thomas Coley (Jack Harrow), Harry Davis (Bill Brady), Laraine Day (Sophie), Roger Forster (se stesso - annunciatore), Ruth Hope (Miss Parker), Rita Lynn (Della Weston), John Newland (Eli Norman)

## Heritage of Wimpole Street
- Diretto da:
- Scritto da:

### Trama
- Interpreti: Walter Hampden (Barrett), Jay Jackson (se stesso - annunciatore), Emily Lawrence (Arabel), Ruth McDevitt (Jane), Judson Rees (Robert Browning Jr.), Patricia Wheel (Henrietta)

## Hit and Run
- Diretto da:
- Scritto da:

### Trama
- Interpreti: Christopher Barbieri (Jackie), Andrew Bernard (annunciatore), Carl Don (Tony), William Hellinger (tassista), Jay Jackson (se stesso - annunciatore), Edmond O'Brien (Hal), Alfreda Wallace (Ellen)

## The Speech
- Diretto da:
- Scritto da:

### Trama
- Interpreti: Florence Eldridge (Bess), Eileen Heckart (Miss Green), Jay Jackson (se stesso - annunciatore), Fredric March (Sam), Martin Newman (Bellboy), Rex O'Malley (Speech Instructor), Roland Winters (dottor Sturgis), Walter Matthau (Extra)

## The Sire de Maletroit's Door
- Diretto da:
- Scritto da:

### Trama
- Interpreti: Joel Ashley (capitano Philip de Chartier), Andrew Bernard (guardia), Frank Boylan (guardia), John Cassavetes (primo Guard), Lee Filips (guardia), Coleen Gray (Blanche), Richard Greene (Denis de Beaulieu), Richard Hazelton (guardia), William Hellinger (guardia), Jay Jackson (se stesso - annunciatore), Albert Vanderkogel (Archer), Frederick Worlock (Sire de Maletroit), Wolfgang Zilzer (Padre)

## Local Storm
- Diretto da:
- Scritto da:

### Trama
- Interpreti: Betty Field (Carol), Ernest Graves (Alan), Dean Harens (George), Jay Jackson (se stesso - annunciatore), Audra Lindley (Olive)

## Wild Geese
- Diretto da:
- Scritto da:

### Trama
- Interpreti: Ralph Clanton (Cyril), Jay Jackson (se stesso - annunciatore), Evelyn Keyes (Jane), Jonathan Marlowe (Jimmy), Charles Taylor (Charley)

## Sweet Sorrow
- Diretto da:
- Scritto da:

### Trama
- Interpreti: Seth Arnold (impiegato dell'hotel), Roy Baime (conducente), Philippa Bevans (Ruth Bogen), Sarah Churchill (Linda Forrest), Gage Clarke (Brandon Forbes), Andrew Duggan (Bill Haas), Anne Ives (Mrs. Tate), Jay Jackson (se stesso - annunciatore), Mike Kellin (Eddie Stork), Jeffrey Lynn (Seth Warner), Phoebe Mackay (Mrs. Ben Kover), Dwight Marfield (Postmaster Ludlam), Katherine Meskill (Lucille de Pew), Maida Reade (Mrs. Williams), Elizabeth Ross (Babs), Jane Sutherland (Dinny), Michael Wager (Ronald Ellison)

## Consider the Lillies
- Diretto da:
- Scritto da:

### Trama
- Interpreti: Joel Ashley (Myles), Marlene Cameron (Barbara), Jerome Cowan (Alfred Bragg), Olive Templeton Flannery (Agnes), Kay Francis (Alice), Jay Jackson (se stesso - annunciatore), Arthur Jarrett (Hardwicke)

## Weather for Today
- Diretto da:
- Scritto da:

### Trama
- Interpreti: Lynn Bari (Kay Plumber), Leo Bayard (secondo Coastguardsman), Lee Bowman (Jerry Courtney), Joe Di Reda (primo Coastguardsman), Jay Jackson (se stesso - annunciatore), Butterfly McQueen (Mary), Richard Wigginton (ragazzino)

## Inside Story
- Diretto da:
- Scritto da:

### Trama
- Interpreti: Lola Albright (Jennifer), Claire Edmonds, Edward Gargan (Dolan), Sally Gracie (Sally), Will Hare (Warren), Georgia Harvey, Therese Hayden (Miss Miller), Edward Horner (Butch), Jay Jackson (se stesso - annunciatore), James Karen (Llewellyn), Frances Keegan (Jennie), Gregg Sherwood (Babe), Robert Sterling (Lew Davis)

## The Promise
- Diretto da:
- Scritto da:

### Trama
- Interpreti: Ursula Campbell (infermiera Brice), Louisa Horton (Ella), Jay Jackson, Audra Lindley (infermiera Claxton), Murray Matheson (dottor Southford), Vincent Price (Herbert), Jane Seymour (Sarah)